# Bagna przy Rabym Kamieniu
Bagna przy Rabym Kamieniu – użytek ekologiczny w województwie lubuskim, w powiecie żarskim, w gminie Lubsko. Utworzony w 1997 r. Powierzchnia użytku wynosi 21,15 ha.

## Położenie
Obiekt położony jest 2 km na zachód od miejscowości Osiek w zagłębieniu międzywydmowym. Od zachodu sąsiaduje z rezerwatem przyrody Mierkowskie Suche Bory. Wchodzi w skład obszaru Natura 2000 o nazwie Mierkowskie Wydmy – PLH080039.
Według regionalizacji fizycznogeograficznej Jerzego Kondrackiego położenie obiektu określa się następująco:
- Megaregion: Pozaalpejska Europa Środkowa
- Prowincja: Niż Środkowoeuropejski
- Podprowincja: Pojezierza Południowobałtyckie
- Makroregion: Wzniesienia Zielonogórskie
- Mezoregion: Wzniesienia Gubińskie

## Wartość przyrodnicza
Użytek ekologiczny Bagna przy Rabym Kamieniu powołano w celu ochrony pozostałości ekosystemów torfowiskowych, bagiennych i wodnych mających znaczenie dla zachowania różnorodności biologicznej. 
Do szczególnych walorów tego obiektu należy zaliczyć:
- występowanie trzech gatunków roślin wymierających – krytycznie zagrożonych w Polsce (kategoria E, K. Zarzycki, Z. Szeląg 2006): ponikło wielołodygowe Eleocharis multicaulis, rosiczka pośrednia Drosera intermedia i przygiełka brunatna Rhynchospora fusca ,
- występowanie dwóch gatunków mających w Polsce kategorię V (narażone: K. Zarzycki, Z. Szeląg 2006): rosiczka okrągłolistna Drosera rotundifolia i pływacz drobny Utricularia minor oraz jednego gatunku wymierającego; bezpośrednio zagrożonego wymarciem w Wielkopolsce (Żukowski W. i inni 2001) – przygiełka biała Rhynchospora alba,
- występowanie zespołów roślinnych o subatlantyckim typie zasięgu należących do osobliwości szaty roślinnej Polski: Eleocharitetum multicaulis Rhynchosporetum fuscae i Ranunculo-Juncetum bulbosi.

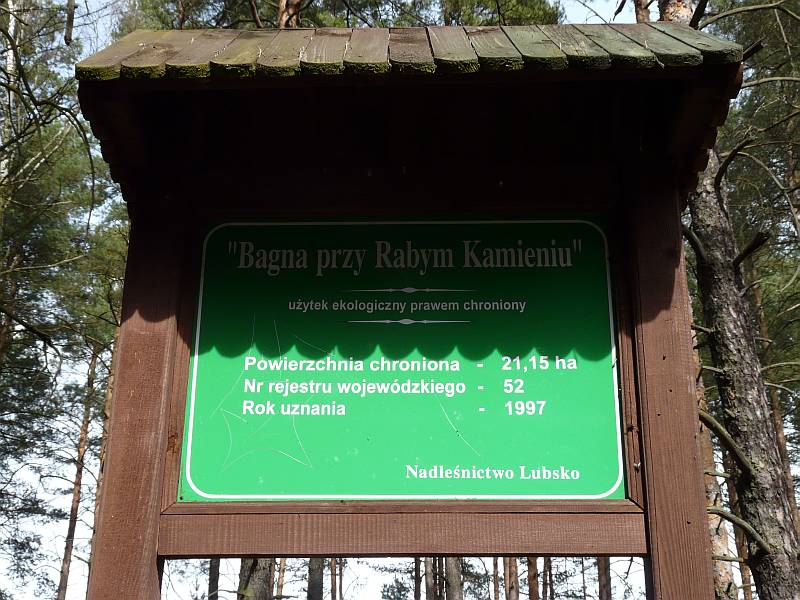
Tablica informacyjna „Bagna przy Rabym Kamieniu”
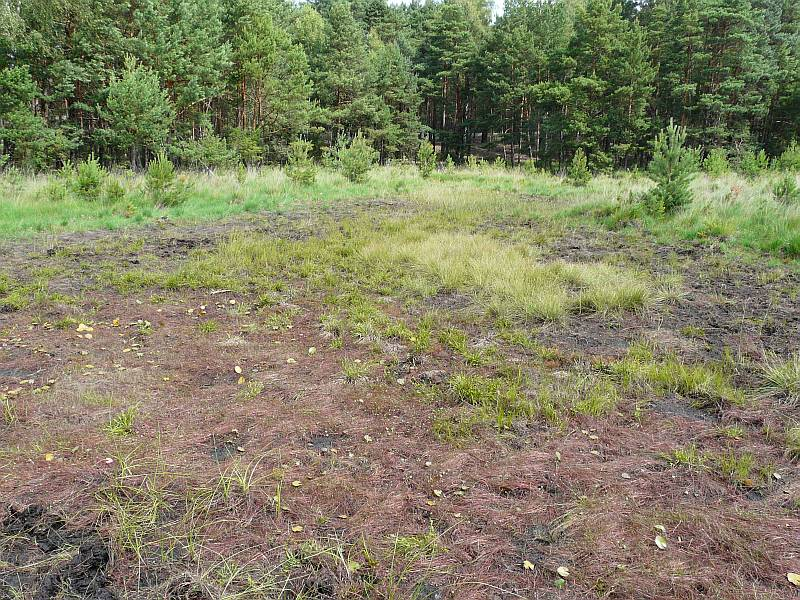
Stanowisko ponikła wielołodygowego
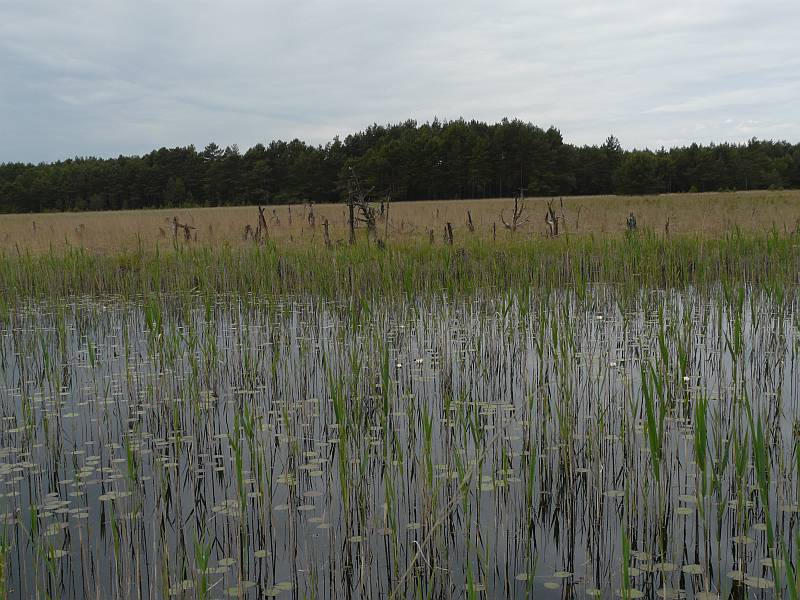